# Arthur Hilton
Pour les articles homonymes, voir Hilton.

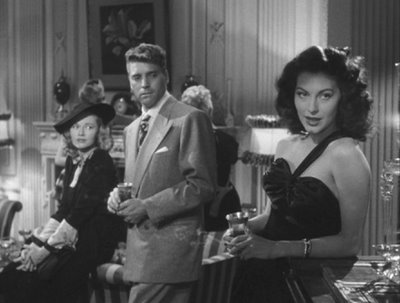
Les Tueurs (monteur, 1946), avec Virginia Christine, Burt Lancaster et Ava Gardner (de g. à d.)

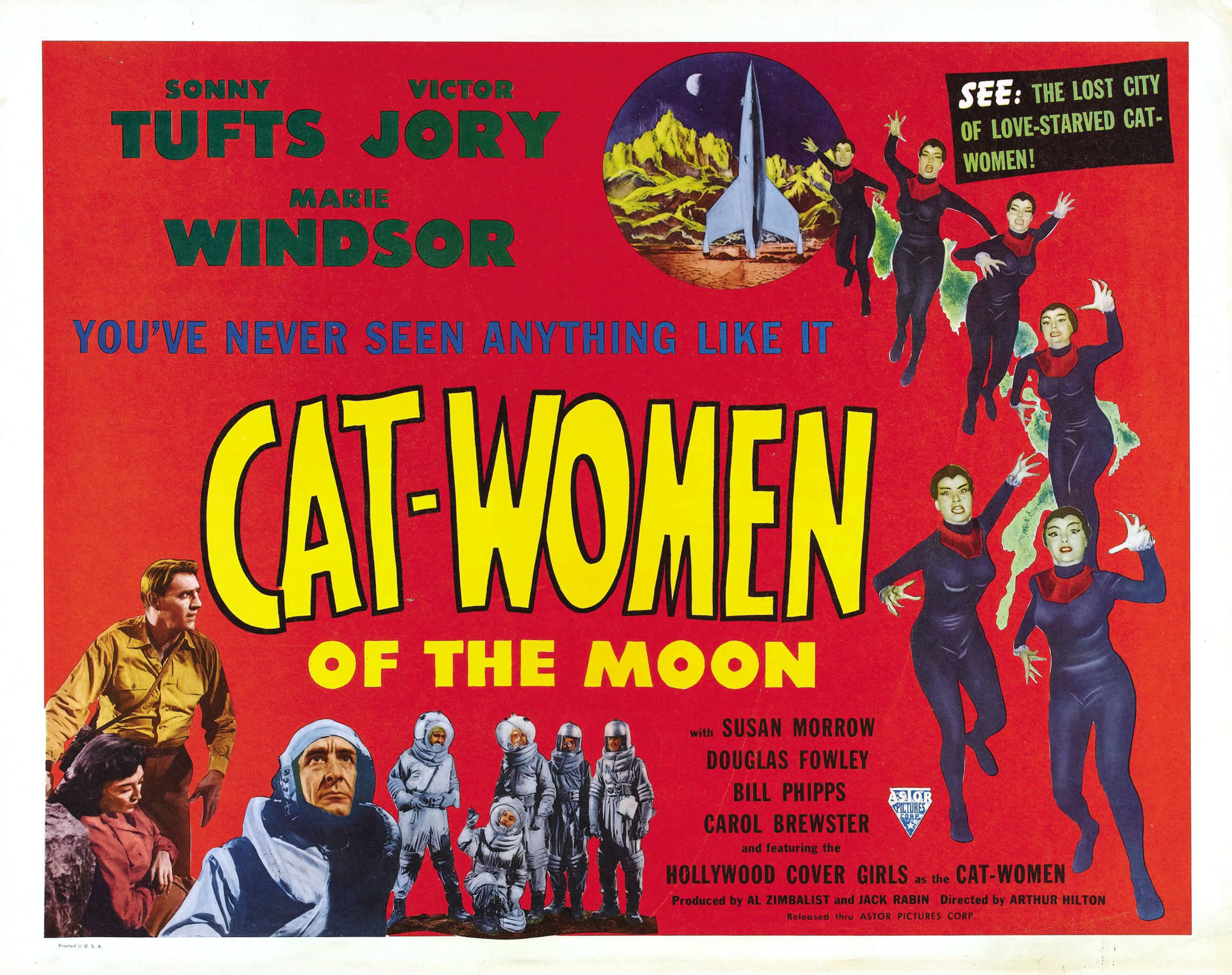
Poster promotionnel pour Cat-Women of the Moon (réalisateur, 1953)

Arthur David Hilton — né le 5 avril 1897 à Londres (Angleterre), mort le 15 octobre 1979 à Los Angeles (quartier de Sherman Oaks, Californie) — est un monteur, réalisateur et producteur anglais, généralement crédité Arthur Hilton ou Arthur D. Hilton.

## Biographie
Installé aux États-Unis, Arthur Hilton est monteur au cinéma sur soixante-et-onze films américains, depuis un court métrage de 1925 jusqu'à Harry, gentleman pickpocket de Bruce Geller (1973, avec James Coburn et Michael Sarrazin).
Entretemps, citons Obsessions de Julien Duvivier (1943, avec Edward G. Robinson et Charles Boyer), Les Tueurs de Robert Siodmak (1946, avec Burt Lancaster et Ava Gardner, film qui lui vaut une nomination à l'Oscar du meilleur montage) et House by the River de Fritz Lang (1950, avec Louis Hayward et Jane Wyatt).
Il est également monteur pour la télévision américaine de 1954 à 1979, sur quelques téléfilms et surtout des séries, dont Lassie (cinquante-cinq épisodes, 1954-1957), Au nom de la loi (six épisodes, 1958-1960) et Mission impossible (six épisodes, 1969-1970).
Par ailleurs, Arthur Hilton est occasionnellement réalisateur au cinéma et à la télévision, entre 1950 (le western The Return of Jesse James (en), avec John Ireland et Ann Dvorak) et 1960 (un téléfilm). Dans l'intervalle, mentionnons un épisode de Lassie (1956) et deux épisodes d’Au nom de la loi (1960), séries précitées.
Enfin, il est producteur associé de deux téléfilms diffusés en 1972 (dont The Hound of the Baskervilles de Barry Crane) et de quatre épisodes (1977-1978) de la série Police Story (dont il est principalement monteur).   

## Filmographie partielle

### Monteur

#### Cinéma
- 1930 : Captain Thunder d'Alan Crosland
- 1931 : The Virtuous Husband de Vin Moore
- 1933 : Virginité (What Price Innocence?) de Willard Mack
- 1938 : Sérénade sur la glace (Breaking the Ice) d'Edward F. Cline
- 1938 : Hawaii Calls d'Edward F. Cline
- 1940 : Mines de rien (The Bank Dick) d'Edward F. Cline
- 1941 : Une épouse modèle (Model Wife) de Leigh Jason
- 1941 : Deux Nigauds aviateurs (Keep 'Em Flying) d'Arthur Lubin
- 1941 : L'Échappé de la chaise électrique (Man Made Monster) de George Waggner
- 1942 : Deux Nigauds détectives (Who Done It?) d'Erle C. Kenton
- 1942 : What's Cookin'? d'Edward F. Cline
- 1942 : Deux Nigauds dans une île (Pardon My Sarong) d'Erle C. Kenton
- 1943 : Obsessions (Flesh and Fantasy) de Julien Duvivier
- 1943 : Symphonie loufoque (Crazy House) d'Edward F. Cline
- 1944 : Les Mains qui tuent (Phantom Lady) de Robert Siodmak
- 1944 : Le Suspect (The Suspect) de Robert Siodmak
- 1944 : Cavalcade musicale (Bowery to Broadway) de Charles Lamont
- 1944 : Chasseurs de fantômes (Ghost Catchers) d'Edward Cline
- 1945 : La Rue rouge (Scarlet Street) de Fritz Lang
- 1945 : Deux Nigauds au collège (Here Come the Co-Eds) de Jean Yarbrough
- 1945 : L'Oncle Harry (The Strange Affair of Uncle Harry) de Robert Siodmak
- 1945 : Show Boat en furie (The Naughty Nineties) de Jean Yarbrough
- 1946 : Les Tueurs (The Killers) de Robert Siodmak
- 1948 : Vivons un peu (Let's Live a Little) de Richard Wallace
- 1948 : Le Secret derrière la porte (Secret Beyond the Door) de Fritz Lang
- 1950 : Le Baron de l'Arizona (The Baron of Arizona) de Samuel Fuller
- 1950 : House by the River de Fritz Lang
- 1973 : Harry, gentleman pickpocket (Harry in Your Pocket) de Bruce Geller

#### Télévision

##### Séries
- 1954-1957 : Lassie, saisons 1 à 3, 55 épisodes
- 1958 : Au nom de la loi (Wanted: Dead or Alive)
  - Saison 1, épisode 10 Le Mort vivant (Til Death Do Us Part, 1958) de Don McDougall et épisode 13 Le Shérif de Red Rock (Sheriff of Red Rock, 1958) de Thomas Carr
  - Saison 2, épisode 8 Un commerçant honnête (Bad Gun, 1959) de Thomas Carr, épisode 10 Sans pitié (Reckless, 1959) de R. G. Springsteen, épisode 20 La Plus Belle Fille du monde (Most Beautiful Woman, 1960) (+ réalisateur) et épisode 30 L'Héritier (The Inheritance, 1960) (+ réalisateur)
- 1958-1963 : L'Homme à la carabine (The Rifleman)
  - Saison 1, épisode 3 End of a Young Gun (1958) de Jerry Hopper, épisode 7 Duel of Honor (1958) de Joseph H. Lewis, épisode 9 The Sister (1958), épisode 13 The Young Englishman (1958) d'Arnold Laven, épisode 24 The Trade (1959) de Joseph H. Lewis et épisode 25 One Went to Denver (1959) de Lewis Allen
  - Saison 2, épisode 5 Tension (1959) de Ted Post et épisode 36 The Hangman (1960) de Joseph H. Lewis
  - Saison 5, épisode 16 The Sidewinder (1963) de Joseph H. Lewis
- 1963-1965 : L'Homme à la Rolls (Burke's Law, première série), saisons 1 à 3, 10 épisodes
- 1966-1969 : La Grande Vallée (The Big Valley), saisons 1 à 4, 27 épisodes
- 1969-1970 : Mission impossible (Mission:Impossible, première série)
  - Saison 4, épisode 5 De l'or... pour des prunes (Fool's Gold, 1969), épisodes 14, 15 et 16 Le Faucon, 1re, 2e et 3e parties (The Falcon, Parts I, II & III, 1970) de Reza Badiyi, épisode 19 Fantômes (Phantoms, 1970) de Marvin J. Chomsky et épisode 23 La Cachette (The Crane) de Paul Krasny
- 1970-1972 : Hawaï police d'État (Hawaii, Five-0), saisons 3 et 4, 16 épisodes
- 1973-1979 : Police Story, saisons 1 à 5, 29 épisodes

##### Téléfilms
- 1975 : Cop on the Beat de Virgil W. Vogel
- 1976 : Kiss Me, Kill Me de Michael O'Herlihy
- 1977 : Cover Girls (en) de Jerry London
- 1978 : Hunters on the Reef d'Alexander Singer
- 1979 : The Solitary Man de John Llewellyn Moxey

### Réalisateur

#### Cinéma
- 1950 : The Return of Jesse James
- 1953 : Cat-Women of the Moon
- 1954 : The Big Chase

#### Télévision
- 1956 : Lassie, saison 2, épisode 29 The Leash (série)
- 1959-1960 : Au nom de la loi (Wanted: Dead or Alive) (6 épisodes)
- 1960 : Waldo (téléfilm)

### Producteur
(télévision)
- 1972 : Adventures of Nick Carter de Paul Krasny (téléfilm)
- 1972 : The Hound of the Baskervilles de Barry Crane (téléfilm)
- 1977-1978 : Police Story, saison 5, épisodes 1 à 4 (série)

## Récompenses et distinctions
- 1947 : Nomination à l'Oscar du meilleur montage, pour Les Tueurs.